# Mož, ki ni mogel molčati
Mož, ki ni mogel molčati (hrvaško Čovjek koji nije mogao šutjeti) je hrvaški kratki dramski film iz leta 2024, ki ga je režiral in zanj napisal scenarij Nebojša Slijepčević. Posnet je v francosko-hrvaško-slovensko-bolgarski koprodukciji in dramatizira pokol v Štrpcih iz leta 1993, ko so člani srbske paravojaške organizacije Beli orli z vlaka na progi Beograd–Bar odpeljali 18 Bošnjakov in enega Hrvata ter jih ubili. Zgodba se osredotoča na Toma Buzova (Dragan Mićanović), edinega nebošnjaškega potnika na vlaku izmed petstotih, ki se je poskušal upreti napadalcem. V glavnih vlogah nastopajo še Goran Bogdan, Alexis Manenti, Martin Kuhar, Robert Ugrina, Jakov Zovko, Lara Nekić, Dušan Gojić, Priska Ugrina, Silvio Mumelas, Mijo Pavelko in Nebojša Pop Tasić.
Film je bil premierno prikazan maja 2024 na Filmskem festivalu v Cannesu, kjer je osvojil zlato palmo za najboljši kratki film, na 37. evropskih filmskih nagradah pa evropsko nagrado za najboljši kratki film. Za 97. podelitev oskarjev je bil nominiran v kategoriji najboljših kratkih filmov kot prvi hrvaški film v tej kategoriji in prvi hrvaški film nasploh od osamosvojitve Hrvaške. Osvojil je tudi francosko nagrado cezar v kategoriji za najboljši igrani kratkometražec.

## Vloge
- Goran Bogdan kot Dragan
- Alexis Manenti kot poveljnik Belih orlov
- Silvio Mumelaš kot Milan
- Dragan Mićanović kot Tomo Buzov
- Lara Nekić kot študent
- Priska Ugrina kot vnukinja
- Dušan Gojić kot dedek
- Nebojša Pop Tasić kot sprevodnik
- Martin Kuhar kot vojak
- Jakov Zovko kot vojak
- Mijo Pavelko kot potnik
- Robert Ugrina kot potnik
- Damir Markovina (glas)
- Antonio Nuić (glas)